# NGC 2999
NGC 2999 este o galaxie situată în constelația Velele. A fost descoperită în  de către .